# Aulonocara ethelwynnae
Espèce
Statut de conservation UICN

 NT  : Quasi menacé
Aulonocara ethelwynnae est une espèce de poissons d'eau douce de la famille des Cichlidae endémique du lac Malawi en Afrique.

## Description
Aulonocara ethelwynnae mesure au maximum 71 mm, queue non comprise. Les mâles sont nettement plus colorés et de plus grande taille que les femelles qui présentent une coloration terne, brune, grise ou argentée[réf. nécessaire].

## Aquariophilie

### Reproduction
Cette espèce est incubatrice buccale maternelle, les femelles gardent les œufs, larves et tout jeunes alevins environ trois semaines, protéger dans leur gueule (sans manger ou en filtrant très légèrement les micro-détritus). Les mâles peuvent se montrer très insistants dès les premières maturités sexuelles des femelles, il préférable de maintenir cette espèce en groupes de plusieurs individus, de manière à diviser l'agressivité d'un mâle dominant sur plusieurs individus.

### Alimentation
Une alimentation à base de vers rouges ou vers de vase est fortement déconseillée.

### Maintenance
Comme la plupart des espèces de poissons du lac Malawi une température comprise en 22 et 26 °C est nécessaire pour une bonne maintenance.

### Croisement, hybridation, sélection
Il est impératif de maintenir cette espèce et le genre Aulonocara seule ou en compagnie d'autres espèces, d'autres genres, mais de provenance similaire (lac Malawi). toutes les femelles du genre étant très semblables. Le commerce aquariophile a également vu apparaitre un grand nombre de spécimens provenant d'Asie notamment et aux couleurs des plus farfelues ou albinos. En raison de la sélection, hybridation et autres procédés chimiques et barbares de laboratoires.

## Statut
Cette espèce de Cichlidae est classée Vulnérable (VU) sur la liste rouge des espèces menacées IUCN du fait de sa zone de répartition extrêmement restreinte dans le lac Malawi, localisé autour de l'ile de Chitande (Chitande island).

## Systématique
Le nom valide complet (avec auteur) de ce taxon est Aulonocara ethelwynnae Meyer (d), Riehl (d) & Zetzsche (d), 1987,.

## Étymologie
Son épithète spécifique, ethelwynnae, lui a été donnée en l'honneur de l'ichtyologiste anglaise Ethelwynn Trewavas (1900-1993) qui a notamment décrit trois espèces de ce genre.

## Publication originale
- (en) M. K. Meyer, R. Riehl et H. Zetzsche, « A revision of the cichlid fishes of the genus Aulonocara Regan, 1922 from Lake Malawi, with descriptions of six new species (Pisces, Perciformes, Cichlidae) », Courier ForschungsInstitut Senckenberg, Allemagne, vol. 94,‎ 1er juillet 1987, p. 7-53 (ISSN 0341-4116, lire en ligne).